# Slag bij Gumbinnen
De Slag bij Gumbinnen (Duits: Schlacht bei Gumbinnen, Russisch: Битва при Гумбиннене; Bitva pri Goembinnene), die gestart werd door de troepen van het Duitse Keizerrijk op 20 augustus 1914, was de eerste grote Duitse tegenaanval aan het oostfront tijdens de Eerste Wereldoorlog. Het Russische leger behaalde echter de overwinning vanwege de haast waarmee de Duitse tegenaanval werd uitgevoerd.

## Achtergrond
Na het uitbreken van de oorlog waren de orders voor Maximilian von Prittwitz erg strikt en duidelijk; met zijn 8e Leger moest hij zijn positie in Oost-Pruisen behouden, zonder enig
tegenoffensief uit te voeren. Het was de bedoeling dat het Duitse leger zich volledig op het westfront concentreerde tegen Frankrijk volgens het Schlieffenplan. Hij mocht geen tegenaanval uitvoeren en mocht terugtrekken, indien nodig tot de rivier de Wisła.
Drie legers werden ingezet op dit slagveld: von Prittwitz's 8ste leger (3 korpsen geleid door Hermann von François, August von Mackensen en Otto von Below, plus 1 cavaleriedivisie) moest het opnemen tegen het Russische 1ste leger (onder Paul von Rennenkampf) en het 2de leger (onder Alexander Samsonov). De Russen hadden een grote numerieke meerderheid.
In de voorgaande Slag om Stallupönen had von François op eigen initiatief een tegenaanval uitgevoerd tegen de Russische troepen, tegen de orders van zijn meerderen in. Daarna werd hem bevolen om terug te trekken naar Gumbinnen, tijdens zijn tegenaanval wist het Duitse leger 3.000 Russische gevangenen te maken.

## De slag

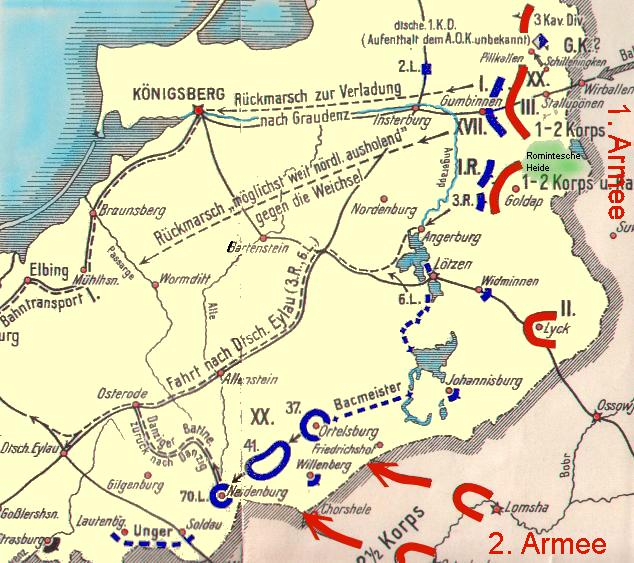
De Duitse aanval en terugtocht

Hiermee wist von François Prittwitz ervan te overtuigen een tegenoffensief te lanceren. Zijn argumenten waren dat veel van zijn troepen oorspronkelijk uit Oost-Pruisen kwamen en niet blij waren met het terugtrekken en zo hun vaderland in vijandelijke handen te laten vallen en dat de Russische troepen sterker leken dan ze waren. Dus von Prittwitz besloot om Rennenkampf's 5de leger aan te vallen, wat betekende dat 150.000 Duitsers het moesten opnemen tegen 200.000 Russen. Deze beslissing ging in tegen de orders van von Moltke (Duitslands generaal-veldmaarschalk) die had bevolen dat er geen tegenoffensief zou komen tot Frankrijk was verslagen in het westen.
Von François was een chaotische commandant die een ongekend mate van insubordinatie liet zien, ongewoon in het Duitse leger. Hij handelde in grote haast met zijn legerkorps op 20 augustus, uren voordat Mackensens en Belows corpsen klaar waren. Deze voortijdige aanval alarmeerde de Russen, die snel hun zware artillerie inzetten op zo'n manier dat ze het Duitse offensief afweerden. De Duitse troepen werden gedwongen om terug te trekken. In deze wanorde werden 6.000 gevangen gemaakt door de Russen. Door slechte verkenning kwamen de Russen laat op de hoogte van de Duitse terugtocht, zodat een effectieve achtervolging achterwege bleef. Ook in het vervolg bleef Von Rennenkampf slecht geïnformeerd; anders had de Slag bij Tannenberg niet hoeven plaatsvinden.
Op dit punt vreesde Prittwitz dat zijn leger de kans zou lopen ingesloten zou worden door Rennenkampfs en Samsonovs legers, alhoewel de Russen niet van plan waren de terugtrekkende Duitsers te achtervolgen. Von Prittwitz raakte in paniek en maakte een buitenproportionele beslissing met de situatie op dat moment. Hij beval terug te trekken naar de rivier de Wisła en Oost-Pruisen aan de Russen te laten.

## Duitse tegenmaatregelen
Von Prittwitz' paniek werd gedeeltelijk overgenomen door Moltke, die bang was dat Berlijn nu gevaar liep door de oprukkende Russen. Hij reageerde met twee tegenmaatregelen; hij verving Prittwitz en Von Waldensee door Paul von Hindenburg en Erich Ludendorff en plaatste enkele troepen over van het westfront. Deze overplaatsing wordt meestal gezien als een verkeerde handeling (soms zelfs fataal). Deze "oprukkende vleugel" die aan het oprukken was door België, zou zo snel mogelijk het Franse leger in de zij aanvallen en mogelijk de Fransen tot de overgave dwingen.
Aan het Pruisische front stopten Hindenburg en Ludendorff de Duitse terugtocht, en besloten om opnieuw het initiatief te nemen. Dit zou resulteren in de Slag bij Tannenberg, een van Duitslands grootste zeges.